# Sicherheitsgateway
Ein Sicherheitsgateway ist ein aus Hard- und Software bestehendes IT-System, das zur sicheren Kopplung von IP-basierten Rechnernetzen dient. Der Begriff wurde vom Bundesamt für Sicherheit in der Informationstechnik geprägt, da der verwandte Begriff der Firewall nicht eindeutig sei.

## Aufbau
Ein Sicherheitsgateway besteht im Allgemeinen aus mehreren in Reihe geschalteten Filter- oder Firewall-Komponenten, die durch technische Maßnahmen die Kommunikation auf den in der IT-Sicherheitsrichtlinie erlaubten Anteil beschränken. Typisch für höhere Sicherheitsniveaus ist dabei die Verwendung einer P-A-P-Struktur, bestehend aus einem äußeren Paketfilter, Application-Level Gateway (ALG) und einem inneren Paketfilter. Das ALG hat dabei die Funktion eines Proxys, der die übertragenen Nutzdaten auf inhaltlicher Ebene analysieren kann. Weitere mögliche Elemente eines Sicherheitsgateways sind Intrusion Detection System, Intrusion Prevention System oder Virenscanner.
Ein Sicherheitsgateway trennt beispielsweise das lokale Netz vom Internet, kann aber auch zur Trennung von verschiedenen organisationsinternen Netzen mit unterschiedlichem Sicherheitsniveau dienen. Zusätzlich können an einem Sicherheitsgateway eine oder mehrere Demilitarisierte Zonen angebunden sein, die der Bereitstellung von Diensten dienen, die aus externen Netzen erreichbar sein sollen, aber aus Sicherheitsgründen nicht im internen Netz platziert werden dürfen.